# Plesiopliopithecus
Plesiopliopithecus es un género extinto de primates catarrinos que vivió en Europa durante el Mioceno entre hace aproximadamente 14,5 y 9,5 millones de años. Era un catarrino primitivo de pequeño tamaño, con dientes en promedio más pequeños que su pariente Pliopithecus.

## Clasificación
- Orden Primates Linnaeus, 1758
  - Infraorden Catarrhini E´. Geoffroy Saint-Hilaire, 1812
    - Superfamilia Pliopithecoidea Zapfe, 1960
      - Familia Crouzeliidae Zapfe, 1960
        - Subfamilia Crouzeliinae Ginsburg & Mein, 1980[2]
          - Género Plesiopliopithecus Zapfe, 1960[1]
            - Plesiopliopithecus lockeri (Zapfe, 1960)
            - Plesiopliopithecus auscitanensis Bergounioux & Crouzel, 1965
            - Plesiopliopithecus rhodanica Ginsburg & Mein, 1980
            - Plesiopliopithecus priensis (Welcomme et al., 1991) (considerado por algunos como perteneciente a otro género)[2]